# Pi Herculis
Désignations
Pi Herculis (π Herculis) est la quatrième étoile la plus brillante de la constellation d'Hercule, bien qu'elle ait reçu la lettre grecque Pi, avec une magnitude apparente de +3,16. Elle est dépassée en luminosité par Kornephoros (β Herculis), ζ Herculis et Sarin (δ Herculis).
Pi Herculis est une géante lumineuse orange — parfois classée comme une supergéante — de type spectral K3II et avec une température de 4 110 K. Située à environ ∼ 377 a.l. (∼ 116 pc) de la Terre, elle est 1 530 fois plus lumineuse que le Soleil. Son rayon est compris entre 55 et 72 fois celui du Soleil, selon les paramètres utilisés pour son calcul.
Pi Herculis est une étoile variable, au sens où sa vitesse relative par rapport à la Terre varie sur une période de 613 jours. La cause pourrait être une compagne d'au moins 27 fois la masse de Jupiter située à 3 ua, des pulsations non radiales (certaines parties de la surface de l'étoile gonflent tandis que d'autres se contractent), ou la rotation de l'étoile qui fait que des taches sur sa surface apparaissent puis disparaissent. Une seconde période un peu plus courte (d'environ 90 jours) et de plus faible amplitude renforce l'hypothèse des pulsations non radiales.